# Gymnocalycium neuhuberi
Gymnocalycium neuhuberi ist eine Pflanzenart in der Gattung Gymnocalycium aus der Familie der Kakteengewächse (Cactaceae). Das Artepitheton neuhuberi ehrt den österreichischen Kakteensammler Gert Neuhuber (* 1937).

## Beschreibung
Gymnocalycium neuhuberi wächst einzeln mit graugrünen, abgeflacht kugelförmigen Trieben, die bei Durchmessern von 7 Zentimetern Wuchshöhen von bis zu 4,8 Zentimeter erreichen. Die neun bis zwölf welligen Rippen sind auffällig in Höcker gegliedert. Die darauf befindlichen kreisrunden bis ovalen Areolen sind kahl. Die nadelförmigen, steifen, geraden bis leicht gebogenen Dornen sind gelblich. Die Mitteldornen, zunächst ist nur ein einzelner vorhanden, später sind es vier, stehen über Kreuz. Die meist neun Randdornen sind 1,5 bis 2 Zentimeter lang. Die oberen zwei Paare sind kürzer und messen nur 1,2 Zentimeter.
Die trichterförmigen hellvioletten Blüten weisen eine Länge von 2,7 bis 3,6 Zentimeter auf und erreichen einen Durchmesser von 2,6 bis 3,4 Zentimeter. Die verkehrt eiförmigen Früchte sind dunkelgrün und erreichen einen Durchmesser von 1 bis 1,2 Zentimeter und eine Länge von 1,5 bis 1,8 Zentimeter.

## Verbreitung, Systematik und Gefährdung
Gymnocalycium neuhuberi ist in der argentinischen Provinz San Luis in Höhenlagen von 1300 Metern verbreitet.
Die Erstbeschreibung erfolgte 1992 durch Hans und Walter Till.
In der Roten Liste gefährdeter Arten der IUCN wird die Art als „Critically Endangered (CR)“, d. h. als vom Aussterben bedroht geführt.

## Nachweise